# Отто фон Гарньє
Отто Владислав Едуард Константін фон Гарньер (нім. Otto Wladislaus Eduard Konstantin von Garnier; 1 травня 1859, Нойштадт — 17 червня 1947, Баден-Баден) — німецький воєначальник, генерал кінноти (грудень 1917). Кавалер ордена Pour le Mérite.

## Біографія
Син генерал-лейтенанта прусської армії Отто фон Гарньє і його дружини Агнес, уродженої фон Міцлафф. В жовтні 1876 року вступив в 6-й гусарський полк. З жовтня 1882 року відвідував Прусську військову академію, а після її закінчення повернувся в свій полк. З 1888 року служив в Генеральному штабі в Берліні. З лютого 1891 року служив в штабі 14-го корпусу в Карлсруе. Наступні два роки він служив в штабі зазначеного корпусу, а в жовтні 1893 року став командиром роти 1-го уланського полку. В 1895 році повернувся в Генштаб. В травні 1896 року переведений в штаб 14-ї піхотної дивізії в Дюссельдорфі, в липні 1899 року — в штаб 6-го військового округу. З жовтня 1903 року — командир 2-го гвардійського уланського полку. У вересні 1906 року став начальником штабу 6-го корпусу. З грудня 1908 року — командир 11-ї кавалерійської бригади, дислокованої в Бреслау. З лютого 1913 року — головний інспектор 2-ї кавалерійської інспекції, яка базувалася в Штеттіні.
На початку Першої світової війни призначений командиром 4-ї кавалерійської дивізії, яка підтримувала наступ 3-ї армії на Західному фронті. Брав участь у вторгненні в Бельгію і облозі Льєжа. Після взяття Льєжа брав участь в боях на Соммі, біля Арраса та Іпру. В листопаді 1914 року переведений на Східний фронт, де 21 листопада 1914 він був поранений в боях під Цеханувом. Оговтавшись від ран, в серпні 1915 року став командиром 6-го кавалерійського командування, брав участь в боях на річці Ньємен і біля Вільнюса. В червні 1916 року був переведений на Західний фронт, де прийняв командування 5-м резервним корпусом, брав участь в боях при Шампані і Соммі. В кінці серпня 1917 року став командиром 7-го резервного корпусу біля Реймса. В березні 1918 року вийшов у відставку.

## Нагороди
- Столітня медаль
- Орден Корони (Пруссія) 2-го класу із зіркою
- Хрест «За вислугу років» (Пруссія)
- Орден Церінгенського лева, лицарський хрест 1-го класу
- Орден «За заслуги» (Баварія), офіцерський хрест
- Орден Заслуг герцога Петра-Фрідріха-Людвіга, почесний великий хрест
- Почесний хрест (Ройсс) 2-го класу
- Орден Альберта (Саксонія), командорський хрест 2-го класу
- Орден дому Ліппе 3-го класу
- Орден Вюртемберзької корони, почесний хрест
- Орден Оранських-Нассау, командорський хрест (Нідерланди)
- Орден Святого Станіслава 2-го ступеня (Російська імперія)
- Орден військових заслуг (Іспанія) 2-го класу
- Залізний хрест 2-го і 1-го класу
- Королівський орден дому Гогенцоллернів, лицарський хрест з мечами
- Pour le Mérite (12 жовтня 1916)
- Орден Червоного орла 1-го класу з дубовим листям і мечами (10 березня 1918)
- Почесний хрест ветерана війни з мечами